# Hofland (Leeuwarden)
Hofland (Fries: It Hoflân) is een buurtschap in de gemeente Leeuwarden, in de Nederlandse provincie Friesland. Hofland ligt tussen Idaard en Grouw, aan de Hôflân en de Hôflânswei, en betreft verspreide huizen en boerderijen.
De buurtschap is oorspronkelijk onderdeel van het gebied Het Hofland, waar ook het waterschap Het Hofland zeggenschap had. Het gebied is een stuk groter, het gebied betreft het noordelijke gebied boven Grouw tussen de waters het Galle en de Zwin.
In 1543 werd het gebied vermeld als Hoeflandt. De naam verwijst naar het land van een aanzienlijk persoon.
Steden, dorpen en gehuchten: Aegum · Baard · Beers · Britsum · Cornjum · Finkum · Friens · Goutum · Grouw · Hempens · Hijlaard · Hijum · Huins · Idaard · Irnsum · Jellum · Jelsum · Jorwerd · Leeuwarden · Lekkum · Lions · Mantgum · Miedum · Oosterlittens · Oude Leije · Roordahuizum · Snakkerburen · Stiens · Swichum · Teerns · Warstiens · Wartena · Warga · Weidum · Wirdum · Wytgaard

Buurtschappen: Abbengawier · Angwier · Baardburen · Bartlehiem (deels) · Barrahuis · De Hem · Domwier · Fons · Groote Bontekoe · Gotum · Hezens · Horne · Hofland · Hoptille · Marwird · Midsburen · Naarderburen · Noordend · Oude Schouw (deels) · Poelhuizen · Rewerd (deels) · Schillaard · Schrins · Tichelwerk · Tjaard · Tjeintgum · Truurd · Tsienzerburen · Vensterburen · Vierhuis · Vrouwbuurtstermolen (deels) · Wammerd · Wiel · Wieuwens · Wilaard · Zuiderburen · Zuiderend

Voormalige buurtschappen: De Drie Romers · Hoek

Friesland: Steden en dorpen      Nederland: Provincies · Gemeenten